# Dioche khooi
Dioche khooi är en tvåvingeart som beskrevs av Mcalpine 1985. Dioche khooi ingår i släktet Dioche och familjen myllflugor. Inga underarter finns listade i Catalogue of Life.